# Apostasioideae
Apostasioideae je malena potporodica kaćunovki kojoj pripadaju svega dva roda sa 19 priznatih vrsta

## Rodovi
1. Apostasia Blume, (9 spp.)
2. Neuwiedia Blume  (10 spp.)